# Attack on the Pin-Up Boys
Attack on the Pin-Up Boys (Tấn công trai đẹp) hoặc Flower Boys, là một bộ phim thuộc thể loại bí ẩn/hài hước về trường trung học ở Hàn Quốc năm 2007, là bộ phim đầu tiên được sản xuất bởi SM Pictures, một chi nhánh của SM Entertainment. Diễn viên tham gia phim bao gồm các thành viên của Super Junior, ngoại trừ Kyuhyun do vụ tai nạn ngày 19 tháng 4, 2007.
Đĩa nhạc phim được tung ra vào 26 tháng 7 năm 2007, cùng ngày phim công chiếu tại các rạp ở Hàn Quốc.

## Giới thiệu tổng quát
Vài vụ tấn công kỳ quái (mà nạn nhân bị quăng những bịch phân vào mặt) đã xảy ra với những anh chàng kkotminam trường học (có nghĩa là những anh chàng đẹp trai ưa nhìn, tương đương "hot boy") vào ngày 14 hàng tháng, bắt đầu từ Sungmin của trường Ganam vào ngày 14 tháng 2, Hankyung của trường Geochang vào 14 tháng 3, và Yesung của trường Nadam vào 14 tháng 4. Đã có tin đồn rằng nạn nhân tiếp theo sẽ là học sinh trường trung học Neul Paran nếu xếp theo đúng thứ tự bảng chữ cái của Hàn Quốc. Anh chàng thám tử học sinh Kibum đã quyết định điều tra vụ việc và viết blog về tất cả những sự việc đã xảy ra, trở thành chủ đề nóng hổi được bàn tán nhiều nhất trong cộng đồng học sinh trung học. Sau 3 vụ tấn công, Kibum đã dự đoán nạn nhân tiếp theo có thể là một trong 3 anh chàng: Siwon - chủ tịch Hội học sinh; Heechul - chủ tịch Câu lạc bộ nhảy Hip-hop; hoặc Kangin - đội trưởng câu lạc bộ Judo.

## Diễn viên

### Diễn viên chính (Super Junior)
Học sinh trường Neul Paran:
- Kibum, nhân vật "tôi", thám tử học sinh.
- Siwon, chủ tịch Hội học sinh.
- Heechul, chủ tịch câu lạc bộ nhảy "Ultra Junior".
- Kangin, đội trưởng câu lạc bộ Judo.
- Donghae, thành viên đội nhảy "Ultra Junior" và là bạn thân của Kibum.
- Shindong, thành viên đội nhảy "Ultra Junior".
- Eunhyuk, thành viên câu lạc bộ Judo.
- Ryeowook, Phó chủ tịch Hội học sinh/Gấu Trúc trường học (phần mở đầu).
- Leeteuk, Gấu Trúc trường học (phần cuối).

Các học sinh đã bị tấn công:
- Sungmin, kkotminam số 1, trường Ganam, anh chàng đẹp trai nổi tiếng.
- Han Geng, kkotminam số 2, trường Geochang, siêu sao bóng rổ.
- Yesung, kkotminam số 3, trường Nadam, ngôi sao nhạc rock.

### Khách mời
- Henry Lau của Super Junior-M - background dancer.
- Key của SHINee - background dancer.
- Yuri của Girls' Generation - Một trong 3 vũ công ballet và sau đó đã gia nhập nhóm nhảy Ultra Junior ở cuối phim.
- Jung Inki - huấn luyện viên câu lạc bộ Judo.

## Bán vé và trình chiếu
Dù đả xoáy vào văn hóa thần tượng và hình ảnh kkotminam của Super Junior, bộ phim đã làm được tốt hơn mong đợi về doanh thu phòng vé trong tuần đầu tiên. Tham khảo doanh số bán trực tuyến của các phim khác, công ty chỉ dám hy vọng tỉ suất của phim là khoảng 22%, nhưng thực tế là còn lên đến 41.19%. Bộ phim cũng đã nhận được nhiều ý kiến tích cực từ các nhà phê bình, nhận xét rằng phim có một cốt truyện tốt, không theo định hướng thông thường của các phim thần tượng. Không như những bộ phim về các anh chàng đẹp trai khác, bộ phim này vẫn có khả năng giữ chân khán giả đến cuối buổi chiếu bằng sự hấp dẫn hiếm có.
Tuy nhiên, bất chấp những thành công ngoài mong đợi trong tuần đầu tiên, bộ phim lại bị coi là thất bại khi không thể thu hút nhiều hơn 102,600 lượt khán. Vì đây là tác phẩm đầu tay của SM Pictures nên công ty vẫn cố gắng để quảng bá và đạt được những thành công trong việc xâm nhập nền công nghiệp điện ảnh nước nhà. Công ty đã tham gia Liên hoan phim quốc tế Busan lần thứ 12 tổ chức vào ngày 4 tháng 10 năm 2007, và cũng tổ chức một sự kiện ngoài trời có tên "SM Night". Trước đó, chỉ có SidusHQ và Namooactors, hai nhà sản xuất phim hàng đầu Hàn Quốc, mới tham gia những sự kiện giới thiệu phim như vậy.
Suốt thời gian còn lại của năm 2007, bộ phim đã thất bại trong việc thu hút nhiều hơn 102,600 khán giả và được coi là một tổn thất lớn của SM Pictures. Tuy vậy, cả hai phiên bản DVD của bộ phim này lại đều trở thành Bestseller, bán hết ở cả thị trường trong nước lẫn quốc tế, quá đủ để bù đắp lại 8.5 tỉ won bị lỗ của nhà sản xuất.
Bộ phim cũng đã ra mắt tại các rạp chiếu phim của Trung Quốc, Thái Lan, Việt Nam, và các quốc gia châu Á khác.

## Giải thưởng
| Năm                         | Giải                                 | Đề cử | kết quả |
| --------------------------- | ------------------------------------ | ----- | ------- |
| 2007                        |                                      |       |         |
| Giải cho hãng sản xuất      | Attack on the Pin-Up Boys            | Đề cử |         |
| Diễn viên nam xuất sắc nhất | Kangin (Attack on the Pin-Up Boys)   | Đề cử |         |
| Diễn viên mới xuất sắc nhất | Kangin (Attack on the Pin-Up Boys)   | Đề cử |         |
| Diễn viên phụ xuất sắc nhất | Ryeowook (Attack on the Pin-Up Boys) | Đề cử |         |
| Cảnh phim hay nhất          | Kangin (Attack on the Pin-Up Boys)   | Đề cử |         |
| Cảnh phim hài hước nhất     | Ryeowook (Attack on the Pin-Up Boys) | Đề cử |         |

## Một số chú ý
- Kyuhyun không tham gia vào phim do đang trong quá trình hồi phục sức khỏe sau vụ tai nạn nghiêm trọng ngày 19 tháng 4 năm 2007. Theo dự định lúc đầu, anh sẽ đóng vai anh chàng kkotminam số 2, ngôi sao bóng rổ của trường Geochang, chứ không phải Han Geng.
- Người trong lốt Gấu Trúc lúc đầu là Ryeowook. Lúc đó Leeteuk cũng chỉ vừa mới hồi phục sau vụ tai nạn ngày 19 tháng 4, đã đến trường quay thăm các thành viên, và anh đã được thay Ryeowook đóng vai này. Cuối phim có một cảnh các học sinh nhảy và hát bài Wonder Boys, vào cuối bài thì các thành viên khác đã kéo mặt nạ gấu trúc của Leeteuk ra.
- Bộ phim là câu chuyện xung quanh trường Neul Paran (늘파란) - trong tiếng Hàn có nghĩa là "Mãi Xanh" (Blue Forever). Màu xanh ngọc bích (Pearl Sapphire Blue) chính là màu đặc trưng cho Super Junior.